# Hôtel de la Cité de Carcassonne
L'Hôtel de la Cité est un hôtel de style néogothique, situé à l'intérieur de la Cité de Carcassonne, en Occitanie. Classé cinq étoiles, cet hôtel comporte également un restaurant.

## Histoire
Jouxtant l'ancienne cathédrale, la Basilique Saint-Nazaire-et-Saint-Celse, il fut construit à l'emplacement du palais épiscopal avant son transfert dans la ville basse en 1764, entrepris par l'évêque Armand Bazin de Bezons. Le bâtiment devenu propriété de l'État à la Révolution, est vendu en 1795 à un négociant l'utilisant comme carrière de pierres.
L'Hôtel de la Cité, inauguré en 1909, est créé par Jules Cadenat exploitant un restaurant à cet endroit et Michel Jordy, huissier de justice, photographe, archéologue et historien local, promoteur du tourisme avec le concours de la « Société de la Cité » fondée en 1911 qui permit son développement grâce à l'émission d'actions, sous la forme de bons de 500 francs au porteur,. Il devient rapidement une étape importante entre la côte Basque et la côte d'Azur à une époque où se construisent les premiers palaces, comme l'Hôtel Négresco à Nice.
Occupé par les allemands pendant la Seconde Guerre mondiale, il retrouvera son prestige à la Libération, sous la direction de François Lassere, actionnaire et directeur, avant de décliner. Le restaurant fermant ses portes en 1969 suivi par l'hôtel en 1987. Deux ans plus tard, il est racheté par l'homme d'affaires Jean-Michel Signoles, natif de Carcassonne, qui le modernisera et redonnera son lustre au restaurant en faisant venir le chef étoilé, Michel Del Burgo alors en poste à l'Hôtel d'Europe d'Avignon,.

### L'arrivée du groupe Orient-Express
Repris par le groupe britannique Orient Express en 1997, de grands travaux sont entrepris afin de le hisser au standard des normes internationales et de capter une partie de la clientèle anglo-saxonne qui fréquente les nouvelles lignes aériennes de la compagnie Ryanair, depuis l'aéroport de Carcassonne. Sous la direction de Jacques Hamburger puis à partir de 2009 de son adjoint, Xavier Lablaude, il annexe l'hôtel mitoyen « Dame Carcas » pour l'agrandir et en faire une seule entité. La société créée la brasserie « Chez Saskia » à la place de l'ancien restaurant « Les coulisses du théâtre » ainsi que le grill, utilisé en période estivale, du « Jardin de l'évêque ». Une rénovation complète du décor est réalisée sous la conduite de restaurateurs du patrimoine. Le rez-de-chaussée de l'hôtel est inscrit au titre des monuments historiques par arrêté du 30 octobre 1998. 
En octobre 2010, l'hôtel décroche sa cinquième étoile, une nouvelle classification située avant celle de Palace.
Le 21 avril 2011, un incendie accidentel entraîne la fermeture d'une partie de l'établissement qui restera ouvert avant le retrait du groupe Orient-Express de l'hôtel,,,,.
Passé sous le pavillon du groupe Accor et de sa marque MGallery, il appartient depuis août 2011 au groupe « Cité Hôtels » créé par la famille Pujol, propriétaire de « l'Hôtel du Donjon » dans la Cité, du « Mercure La Vicomté » situé au pied de la Cité ainsi que de « l'hôtel du Viguier du Roi » à Figeac et de « l'hôtel des Consuls » à Toulouse. En avril 2025, l'ancien directeur général, Xavier Lablaude, fait son retour à la tête de l'hôtel ,,,,,,.

### Restaurant «La Barbacane»
Le restaurant gastronomique « La Barbacane » est situé au rez-de-chaussée de l'hôtel donnant sur un jardin et l'enceinte médiévale. Plusieurs fois distingué par le Guide Michelin, dont en 1952 où il décrocha une étoile pour la qualité de sa table, il est dirigé en 2025 par le chef cuisinier Jérôme Ryon, lauréat du Prix culinaire international Pierre-Taittinger 2005 (1 étoile de 2007 à 2016 et de 2018 à 2023). Celui-ci a succédé à Franck Putelat, lauréat du Bocuse d'argent 2003 (1 étoile de 2002 à 2006) Christophe Turquier et Michel Del Burgo (1 étoile de 1991 à 1994 puis 2 étoiles de 1995 à 1996),,,,,,.
L'hôtel dispose de sa propre boulangerie: « La boulangerie de la Cité ». Sa cave possède, plus de 8000 bouteilles avec 800 références. Elle fut enrichie de crus prestigieux sous la supervision du chef sommelier, Georges Gracia de 1992 à 2013 et de son successeur Baptiste Ross-Bonneau de 2013 à 2019,.

Son Bar-bibliothèque meublé en Style cosy, est réputé pour ses barmans, parmi lesquels, Paul Labau, Paul Rossignol, Bheersen Seebaruth ou Gaétan Thabourin qui inventa plusieurs cocktails ainsi qu'un vermouth avec la distillerie locale « Cabanel ».

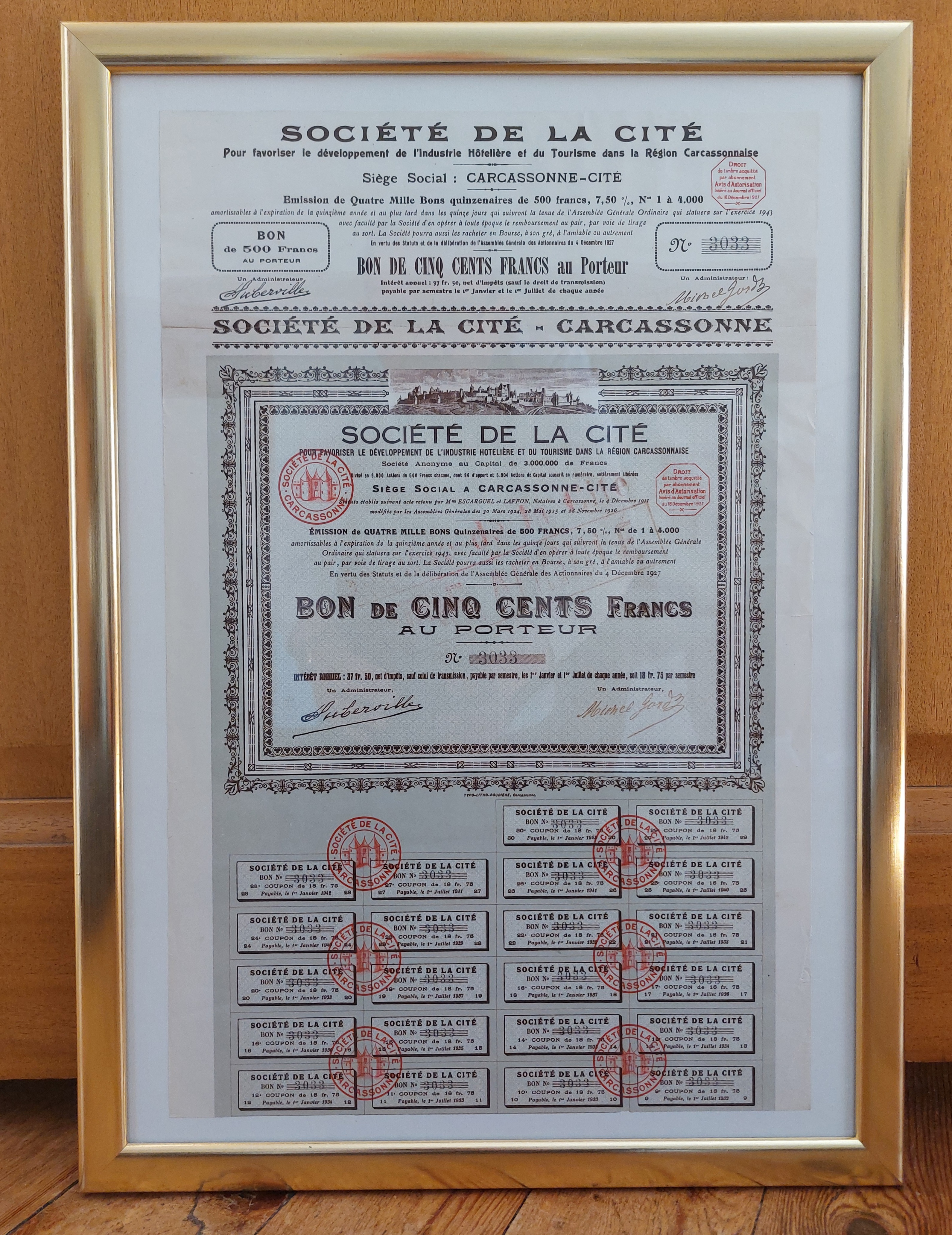
Bon au porteur de la « Société de la Cité », créée en 1911.
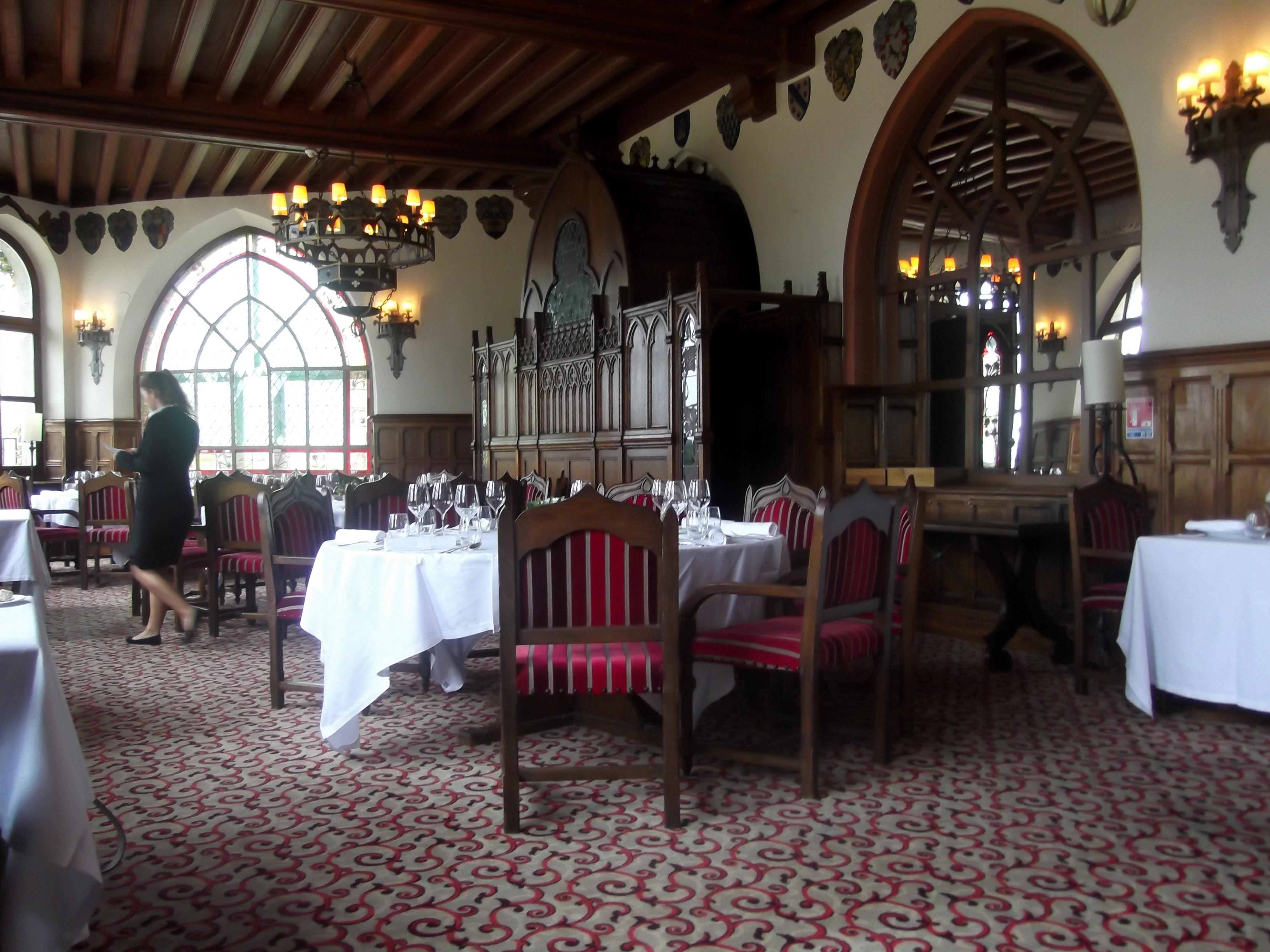
Vue de la salle du restaurant.
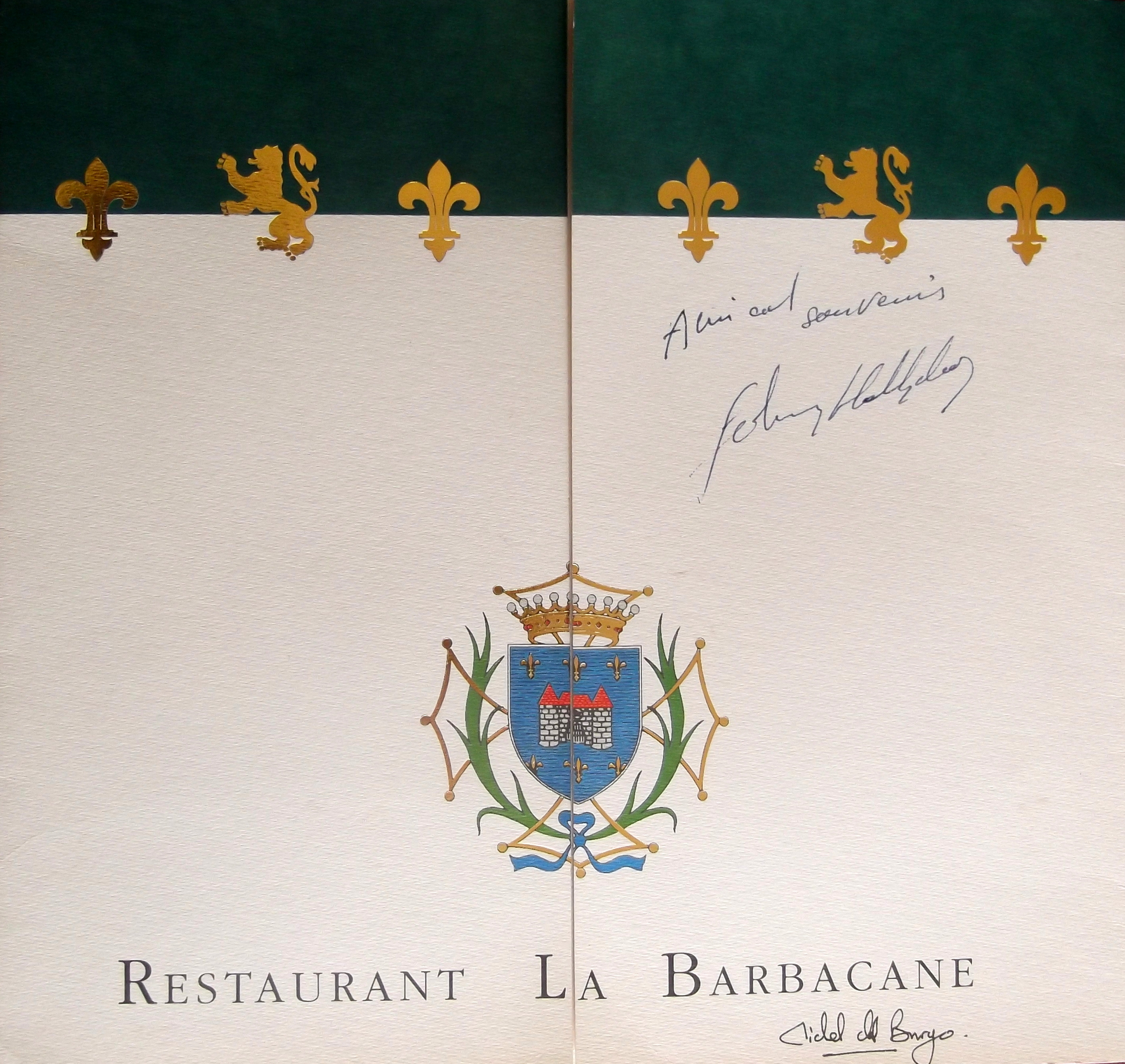
Couverture d'un menu du restaurant daté de 1996, dédicacé par Johnny Hallyday.
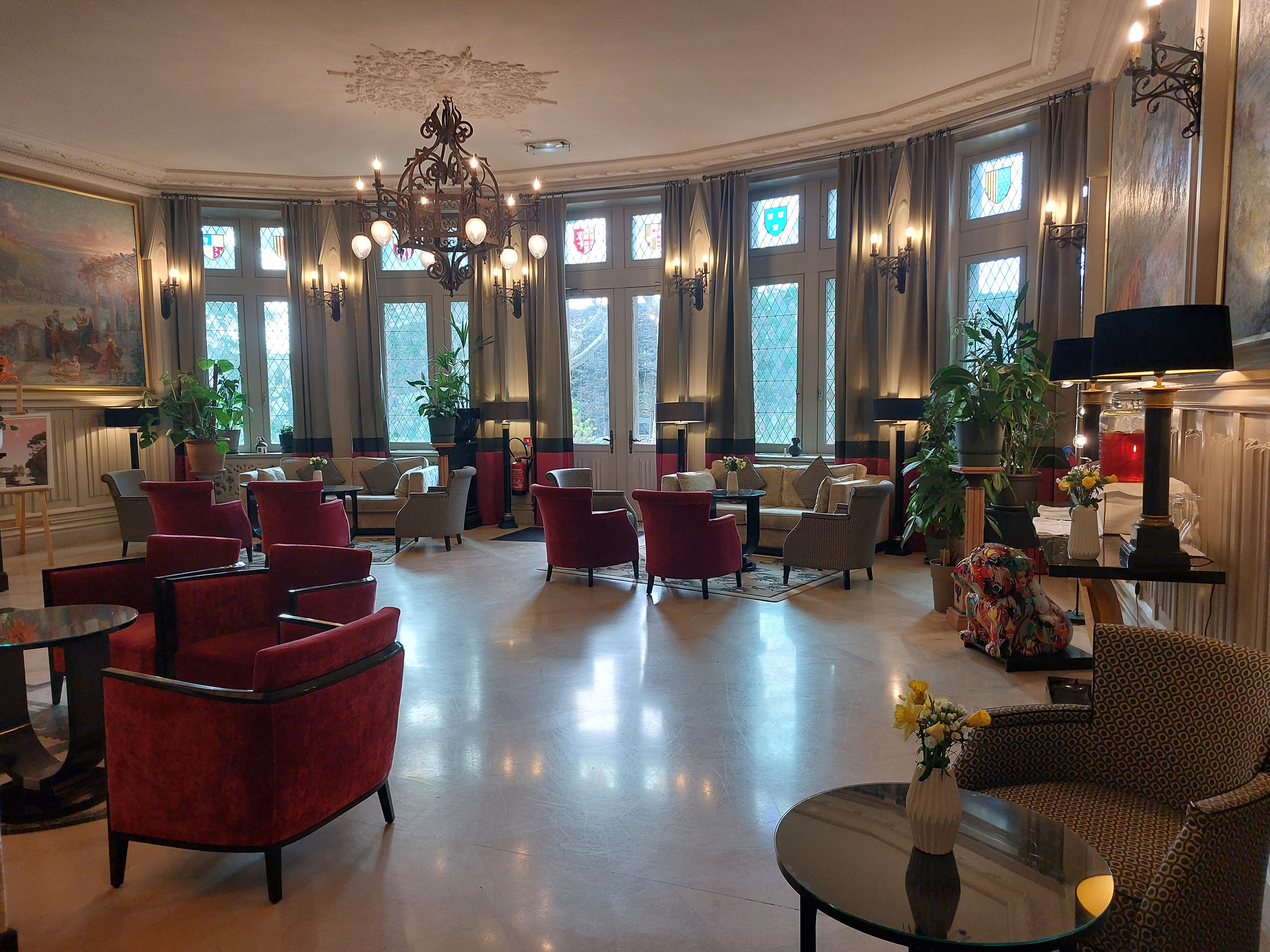
Le grand salon de l'hôtel de la Cité.
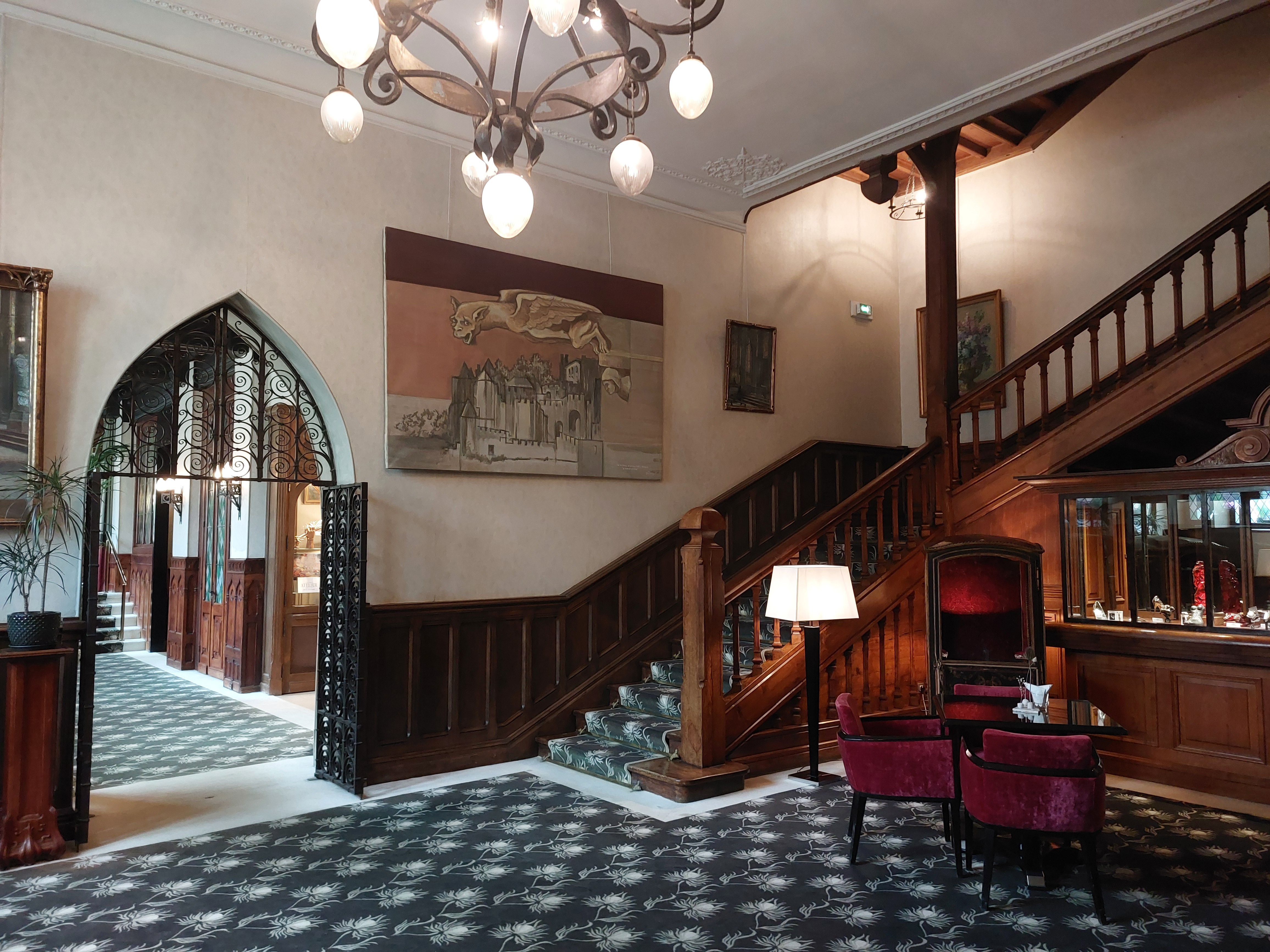
Vestibule situé au pied du grand escalier menant aux étages.

### Décoration
Dans le salon donnant sur le jardin, quatre tableaux de grand format signés Jacques Ourtal datés de 1927, évoquent la Cité représentée de l'oppidum gaulois à sa splendeur royale. Le peintre héraldiste Henri Sivade est le principal artisan du décor du restaurant. Henry Pringuet décora l'ancien fumoir, transformé depuis en suite, d'une série de tableaux sur le thème des fêtes et jeux locaux dont celui du Papegai.
Le rez-de-chaussée est pavé de mosaïques « de qualité ».

## Équipements
Un espace modulable « l'Espace de conventions Saint-Nazaire » dédié aux réunions et congrès de 580 m2, est aménagé dans l'ancien garage. Une autre salle, la « Villa San Michèle » est située à côté de la basilique. Un spa et une piscine découverte font partie des services de l'hôtel ainsi qu'un parking privé sécurisé au pied des remparts, les transferts étant assurés par des navettes.

## Événements et personnalités
Après l'enregistrement par Stéphan Eicher de son album Carcassonne  en 1993, au sein même de l'hôtel en particulier dans la chambre 33, devenue la 218, à la suite des travaux de 1997, il fut également le théâtre, le 6 novembre 2003, du seizième sommet franco-espagnol réunissant le président de la République Jacques Chirac et le premier ministre José Maria Aznar accompagnés par 14 ministres,,.

### Clients célèbres
De nombreuses personnalités ont séjourner dans  l'établissement et signés les livres d'or de  l'hôtel, parmi lesquels: Walt Disney, Rudyard Kipling, Douglas Fairbank, Mary Pickford, James Stewart, Buster Keaton, Gary Cooper, Raymond Poincaré, Philippe Pétain, Winston Churchill, Édouard VIII, Elizabeth Bowes-Lyon, Grace de Monaco, Leka Zogu, Bao Dai, Jean d'Orléans, Maurice Chevalier, Fernandel, Jean Marais, Maria Casarès, Colette, Sacha Guitry, Montserrat Caballé, Julio Iglésias, Roman Polanski, Johnny Deep, Vanessa Paradis, Alain Delon, Claude Lelouch, Johnny Hallyday, Kim Wilde, Paul Verhoeven, Kate Mosse, Michael Jackson, Robert Plant, Sting, Lenny Kravitz, Bob Dylan ou Robert de Niro,,,,,,,,,.
Un accès direct avec le théâtre Jean Deschamps, mitoyen, facilite le séjour des nombreux artistes présents dans l'hôtel en période estivale lors du « Festival de Carcassonne ».